# Brotli
Brotli是一个Jyrki Alakuijala和Zoltán Szabadka开发的开源数据压缩程序库。Brotli基于LZ77算法的一个现代变体、霍夫曼编码和二阶上下文建模。
在Chrome、Opera和Firefox中，它已被用于加速万维网的传输速度。类似Google的压缩算法zopfli，brotli这个名字来自瑞士的烘培产品brötli。

## 演变
Brotli最初发布于2015年，用于网络字体的离线压缩。Google软件工程师在2015年9月发布了包含通用无损数据压缩的Brotli增强版本，特别侧重于HTTP压缩。其中的编码器被部分改写以提高压缩比，编码器和解码器都提高了速度，流式API已被改进，增加更多压缩质量级别。新版本还展现了跨平台的性能改进，以及减少解码所需的内存。
与常见的通用压缩算法不同，Brotli使用一个预定义的120千字节字典。该字典包含超过13000个常用单词、短语和其他子字符串，这些来自一个文本和HTML文档的大型语料库。预定义的算法可以提升较小文件的压缩密度。
使用brotli取代deflate来对文本文件压缩通常可以增加20%的压缩密度，而压缩与解压缩速度则大致不变。使用Brotli进行流压缩的内容编码类型已被提议使用“br”。

## 使用
- Mozilla Firefox在Firefox 44中实现Brotli。[12][13]
- Google Chrome从Chrome 49开始支持Brotli。[13]
- Opera从Opera 36开始支持Brotli。[13]

## 註解
1. ↑  Brotli's core is written in C, but it has bindings for Java, Python, C#, and Go.[3]